# Piotr Grabowski (koszykarz)
Piotr Grabowski – polski koszykarz, mistrz Polski z 1968.

## Osiągnięcia
Zawodnicze
- Mistrz Polski (1968)
- Awans do najwyższej klasy rozgrywkowej z Baildonem Katowice (1969)